# العيش والملح

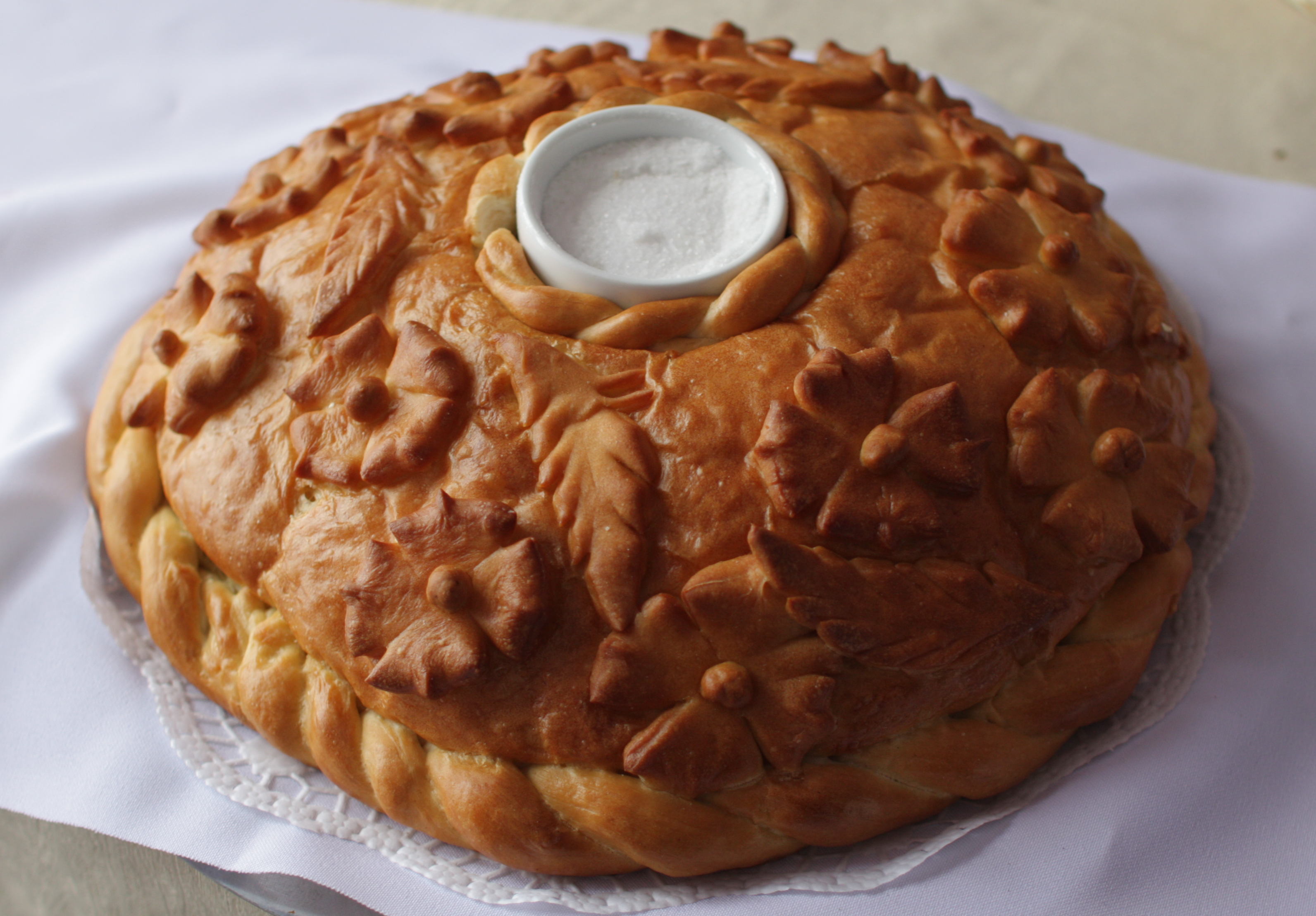
العيش والملح هي ضيافة تقليدية شائعة في بعض البلدان السلافية والنوردية وفي البلقان ودول الشرق الأوسط.

العيش والملح هو أحد التقاليد الشائعة للترحيب بالضيوف في الثقافات السلافية والنوردية والبلطقية والبلقانية والثقافات الأوربية الأخرى وثقافة بلدان الشرق الأوسط. كما يتبع أيضاً في الدول غير السلافية من الليتوانيون واللاتيفون (وكلاهما من منطقة البلطيق) والرومانيون (رومانسيون) وكذلك شعوب الفنلندية-الأغرية كالكاريليين- وجميعهم متقاربون تاريخياً وثقافيا ًمن جيرانهم السلاف. وما زال التقليد شائعاً في ألبانيا وأرمينيا وبعض أنحاء الشتات اليهودي. كما اتبع هذا التقليد في رحلات الفضاء البشرية.

## التداخل الثقافي

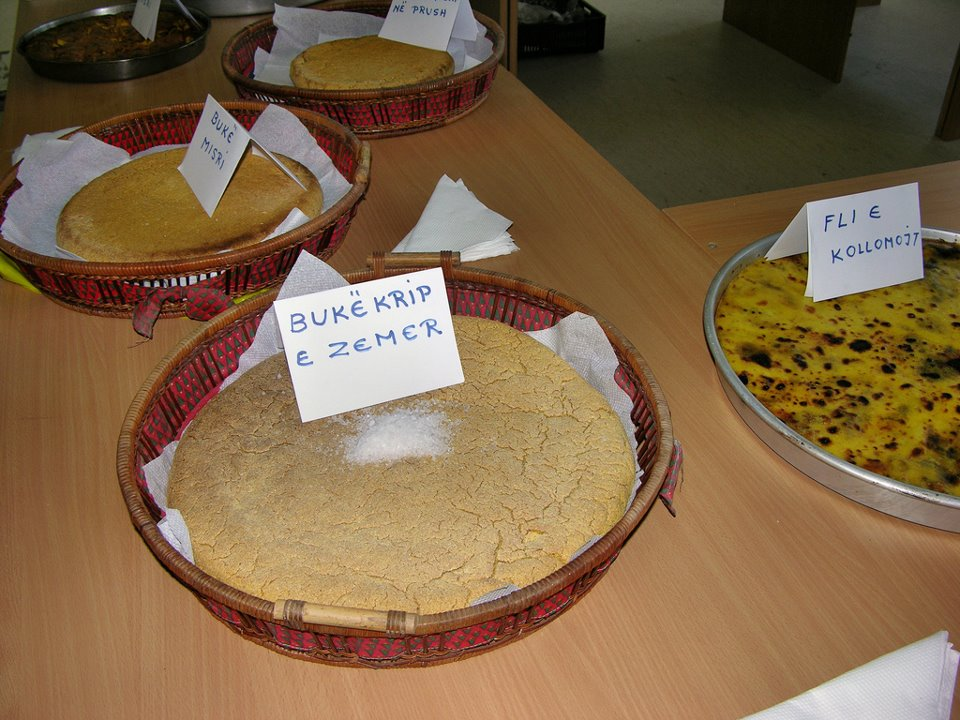

### ألبانيا
خبز وملح وقلب هو تقليد متبع لإكرام الضيوف في ألبانيا ترجع أصوله إلى القواعد العرفية الألبانية التي تنضم المجتمع آنذاك. جاء في الفصل 18 الفقرة 608 «استقبلوا ضيفكم بالخبز والملح والقلب». والقلب إشارة للترحيب والضيافة، ويقصد بهذه القاعدة العرفية أن يقدم الملح للضيف إذ كان أثمن الموجودات في ذلك الزمان. ولا يشيع اتباع هذه العادة في حياتنا اليومية.

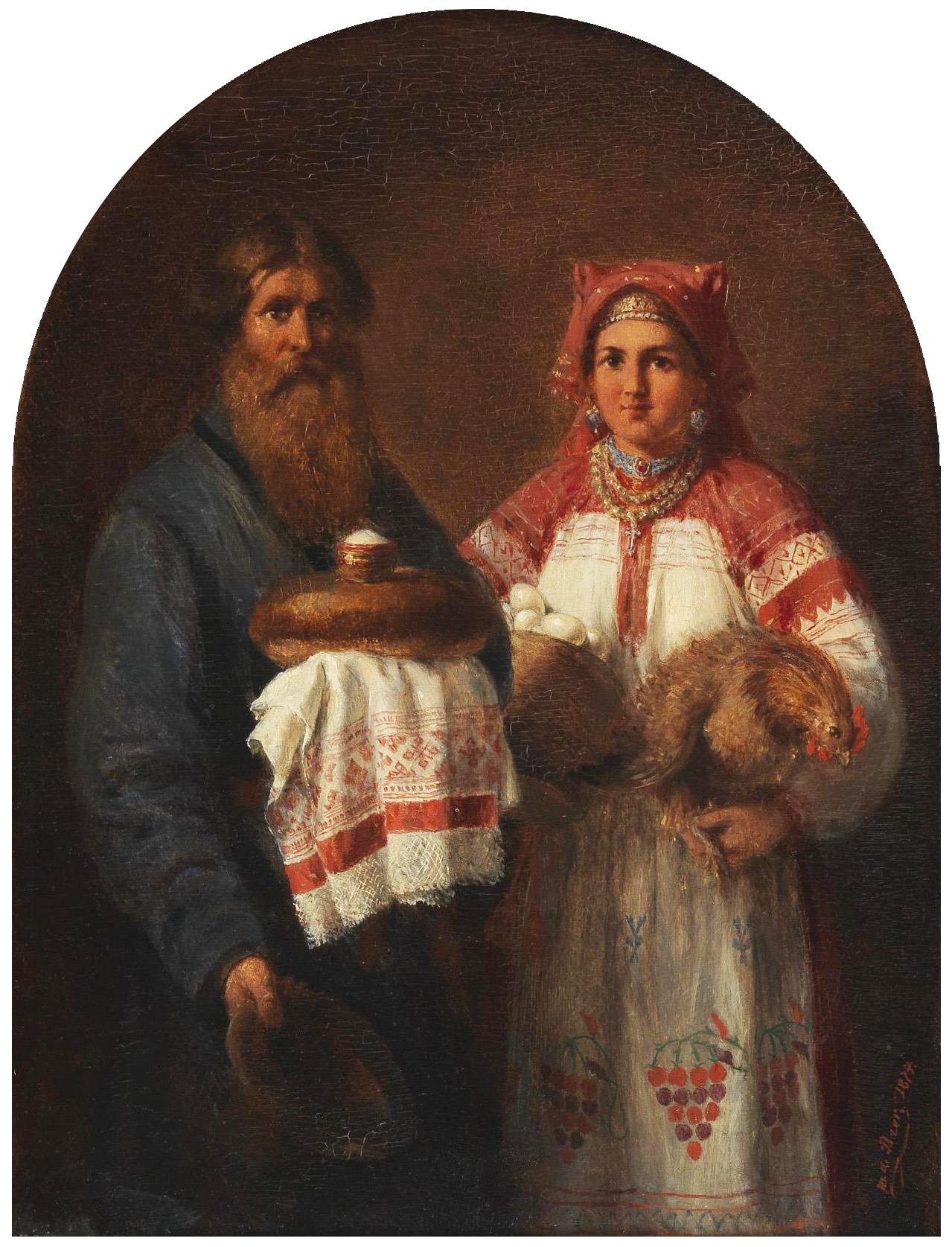
لوحة قديمة للفنان ويلهلم أماندوس بير " الروس الأخيار " تصور التقاليد الروسية للخبز والملح، عام 1874

### بيلاروس وروسيا وأوكرانيا

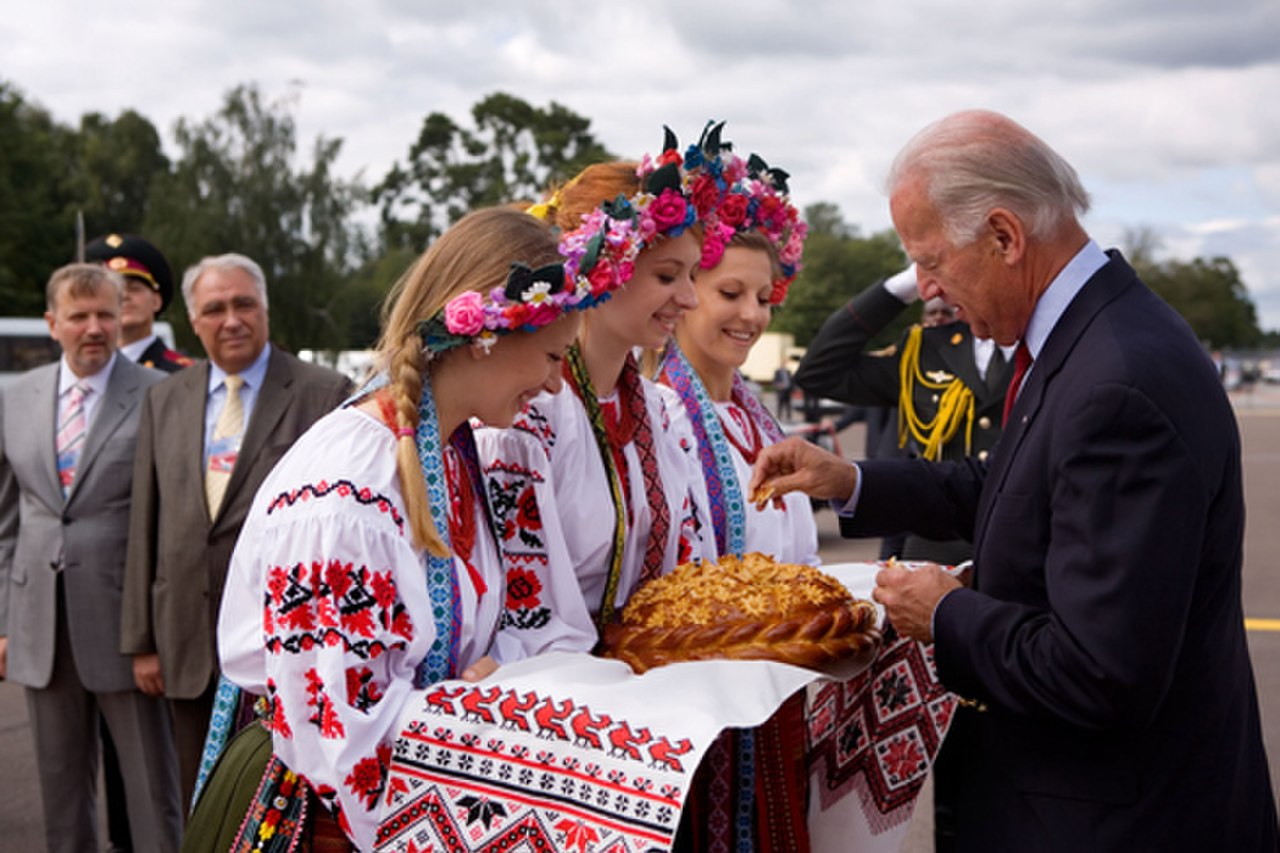
نائب الرئيس جو بايدن يغمس قطعة خبز في الملح كجزء من الاحتفاء بوصوله إلى كييف، أوكرانيا، في 20 يوليو، 2009.

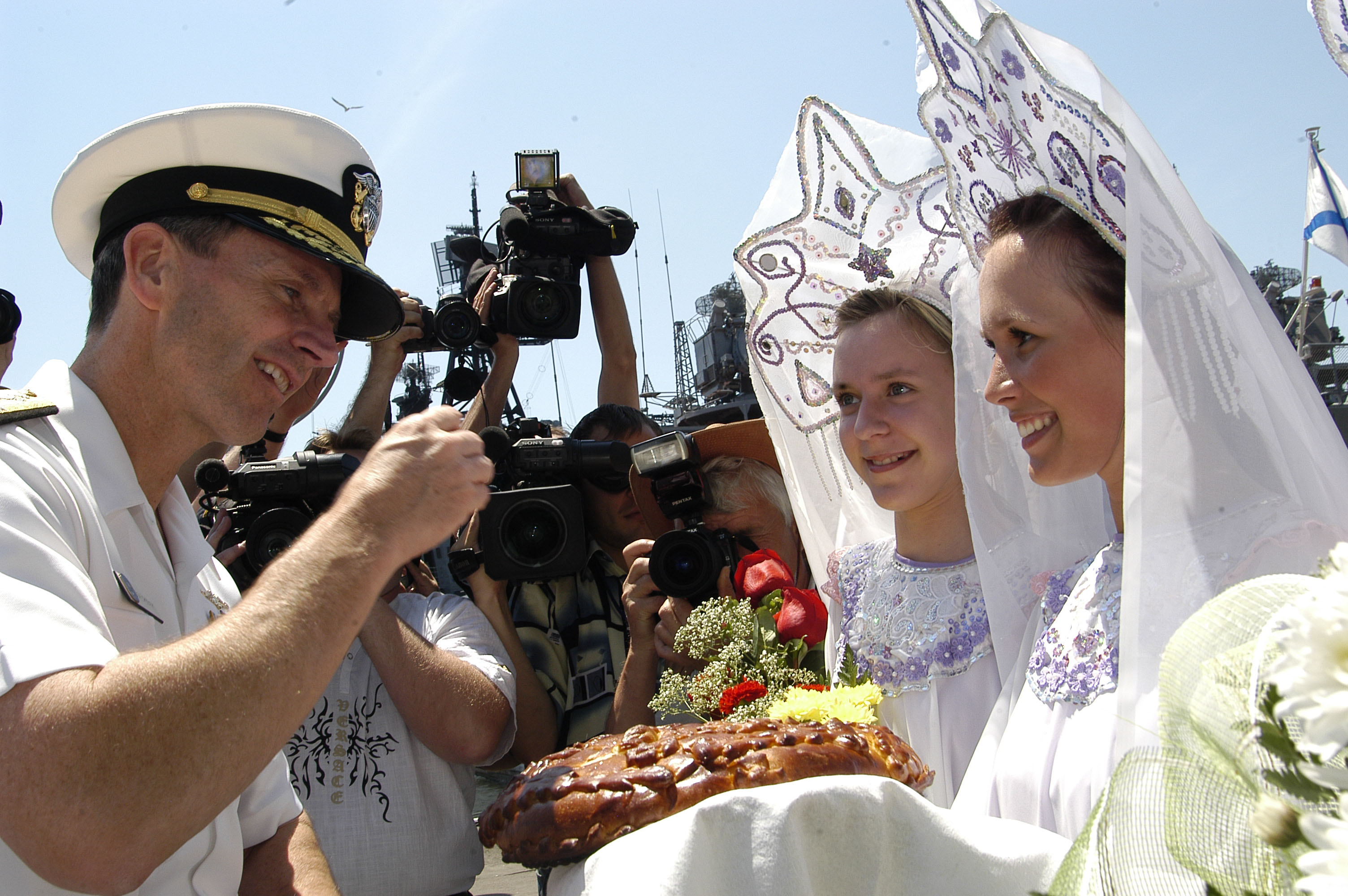
ضابط البحرية الأمريكية جوناثان جرينرت يشارك في مراسيم الخبز والملح بعد وصوله إلى فلاديفوستوك، روسيا، في 3 يوليو، 2006.

يقدم للضيوف المهمين أو الذين ينالون احترام أهل البيت ومحبتهم رغيف خبز (عادة خبز كوروفاي بشكله المستدير) على قماش تقليدي مطرز. يوضع الملح في صحن صغير يسمى صحن الملح فوق رغيف الخبز أو يحفظ في حفرة معمولة فوق الرغيف. في المناسبات الرسمية، تقدم الشابات مراسيم الخبز والرغيف ويلبسن الأزياء الوطنية كثوب سارفان وغطاء الرأس كوكوشنك.
أدى هذا التقليد إلى ظهور المفردة الروسية التي تصف الشخص المضياف «كليبوسولني» ومعناها الحرفي «ذو الخبز المالح». وفي العموم، تقترن كلمة خبز في الثقافة الروسية بالضيافة، فالخبز أكثر الأطعمة تقديراً، أما الملح فهو دليل الصداقة الطويلة، مثلما يعبر عنها القول الروسي «يأكل وزن ملح مع فلان». أما تاريخياً فرضت الإمبراطورية الروسية ضريبة عالية على الملح جعلت منه سلعة باهضة الثمن.
وقد شاعت تحية تقليدية روسية [كليب دا سول"Хлеб да соль!"] بمعنى خبز وملح يقولها الضيف تعبيراً عن أطيب أمنياته للمضيف وعائلته. وكان يردد المتسولون هذه العبارة تلميحاً لطلب الإطعام، ومن ثم شاع ردٌ ساخر بنفس القافية وهو " أنا آكل الآن، والطعام طعامي (Хлеб да соль — ем да свой!) ويلفظ (-كليب دا سول -يم دا سفوي)

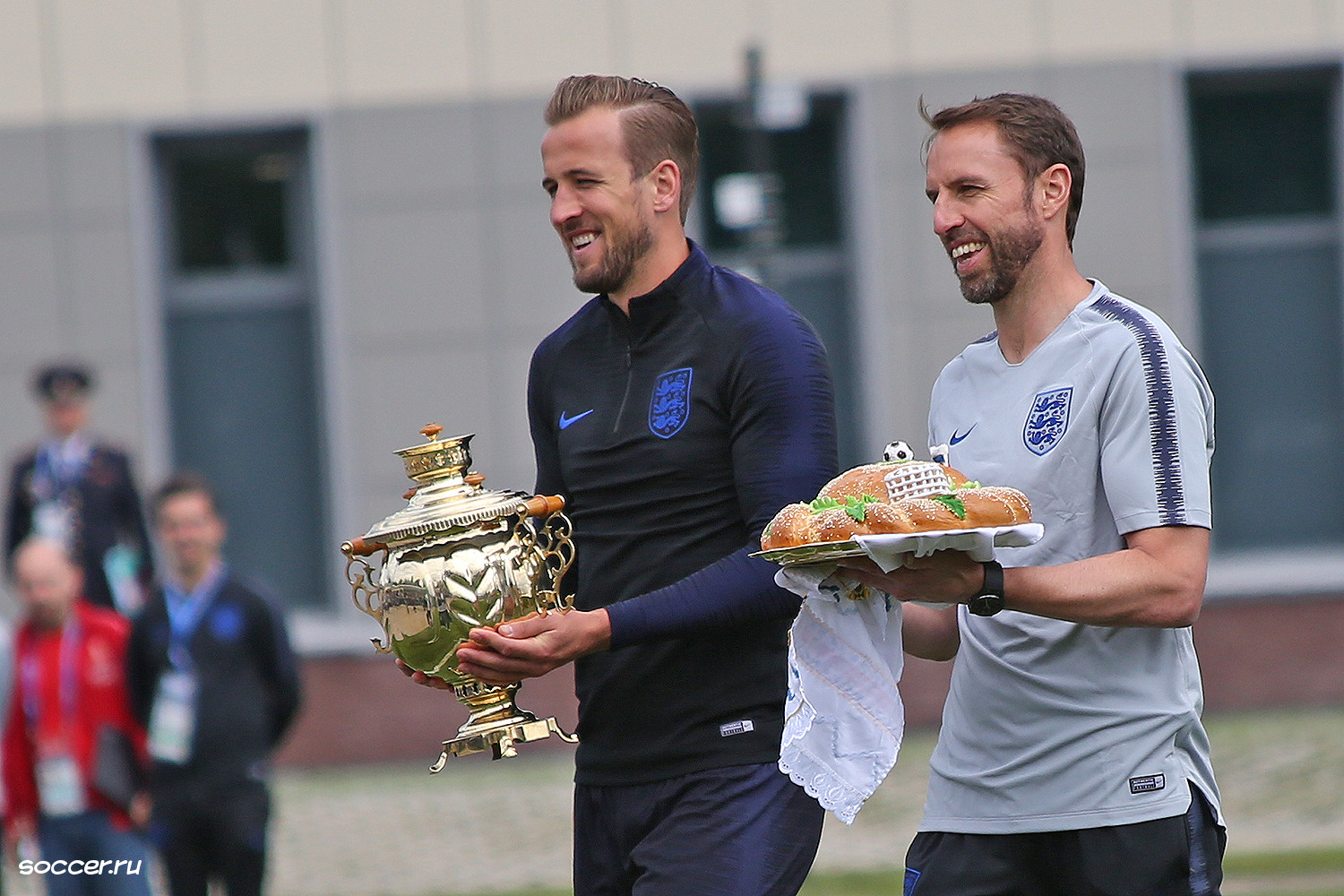
غاريث ساوثجيت وهاري كين يشاركان في مراسيم العيش والملح بعد وصولهما إلى مدينة سانت بطرسبرغ، روسيا، في 13 يونيو 2018

وتبعاً للأعراف التقليدية السائدة في حفلات الزفاف الروسية، يستقبل الأهل ولا سيما الأم، العروس والعريس بالخبز والملح موضوعاً في قماش مطرز. يعبر هذا التقليد عن تمني الصحة الجيدة والحظ للعروسين. وفي تقاليد الكنيسة الاورثذوكسية الروسية، يُستقبل الاسقف بالخبز والملح عند عتبات الكنيسة أو الدير في زياراته الرعوية.

### بلغاريا
الخبز والملح (بالبلغارية: хляб и сол)‏ ويلفظ هلياب أي سول) هو أحد مظاهر الضيافة والكرم في الأعراف البلغارية التقليدية. عادة ما تقدم النساء الخبز والملح للضيوف. ويصنع البلغاريون خبزاً خاصا لهذه المناسبة يدعى «بوغاجا»، وهو خبز مسطح فاخر ومزخرف. ولا يشيع استخدام الخبز العادي رغم استخدامه في العصور القديمة، لكن خبز بوغاجا هو السائد اليوم لهذه المناسبة.
وفي العادة ييقدم للضيوف خبز بوغاجا، ومن الشائع أن يأخذ الضيف كسرة خبز ويغمسها في الملح ثم يتناولها. يشيع هذا التقليد في الزيارات الرسمية سواء كان الضيف بلغارياً أم أجنبياً. ومن الأمثلة البارزة لهذه المناسبة وصول الروس لتحرير بلغاريا من العثمانييين نهاية القرن التاسع عشر. ومن المشاهد البارزة لتلك الفترة ترحيب القرويات البلغاريات بالجنود الروس وتقديم الخبز والملح لهم علامة على الإمتنان.

### بولندا
وفي بولندا، تقديم الخبز والملح («جليبم إي سولا») للضيوف مظهر من مظاهر الضيافة التقليدية للنبلاء البولنديين الذين يفتخرون بإكرامهم للضيف. كتب الشاعر البولندي الذي عاش في القرن السابع عشر ويسبازكان كوجوسكيقصيدة عام 1674 يقول فيها: «أيها الخبز الشهي الذي يقدم للضيوف مع الملح والنوايا الطيبة!». كما ذكر الشاعر واكلو بوتوكي في هذه المناسبة في آثاره. لم تكن ضيافة الخبز والملح حالة خاصة بالطبقة النبيلة وحدها، بل كان الشعب البولندي بأطيافه يشارك في هذه العادة التي تعكس الأمثال البولندية القديمة. وفي الوقت الحاضر يمارس هذا التقليد بصفة ملازمة لحفلات الزفاف، حيث يرحب الوالدان بالعروسين بتقديم الخبز والملح بعد عودتهما من كنيسة الزفاف.

### شمال مقدونيا
في شمال مقدونيا، عادة ما يمارس هذا التقليد كتعبير عن الضيافة حيث يقدم صنف خاص من الخبز يشبه الخبز الذي يقدم في مقدونيا ويحمل الاسم نفسه بوكاجا (مشتق من المفردة اللاتينية panis focacius).
كانت فرقة الجاز والروك المقدونية الأثنية واليوغسلافية سابقاً وعضوها الموسيقي العالمي عازف الجيتار فلاتكو ستيفانوفسكي تحمل اسم «ليب أي سول»، والتي تعني «الخبز والملح» ويصف هذا المصطلح الضيافة باعتبارها شيئًا أساسيًا وتقليديًا.

### رومانيا
مثلما هو الحال مع الدول السلافية المجاورة، يوحي الخبز والملح في الأعراف الرومانية بإكرام الضيف وحسن استقباله. وفي ترانسلفانيا يقدم الخبز والملح للحماية والاحتراز من شياطين الطقس.

### صربيا
الخبز والملح (hl eb i so) هو أحد تقاليد استقبال الضيوف يقدم للضيف قبل أي شيء آخر وللخبز والملح مكانة متميزة في التقاليد الصربية إذ يستخدم في الشعائر. يرمز الخبز التقليدي بوكاجا للخير ووحدة العائلة، أما الملح فهو رمز توفير الرخاء والحماية للضيف. الخبز والملح هو جزء من بروتوكول الدولة وهو مطبق في البلاد منذ تشكيل إمارة صربيا وغالبا ما يمارس عند الترحيب بممثلي الدول الأجانب.

### سلوفاكيا والتشيك
أحد التقاليد الممارسة منذ وقت قديم في سلوفاكيا وجمهورية التشيك باعتبارها من الدول السلافية هو تقديم الخبز والملح للضيوف المهمين. ومثال على ذلك تقديم الرئيسة زوزانا تشابوتوفا الخبز والملح للبابا فرانسيس لدى زيارته براتيسلافا عام 2021.

### فنلندا وإستونيا ولاتيفا ولِتوانيا
لطالما عتبر الخبز والملح في فنلندا وإستونيا ولاتيفا ولتوانيا رمزاً للبركة للبيت الجديد. وبدل الخبز الأبيض، كان يستخدم خبز الشيلم الأسمر الغني بالالياف لهذه المناسبة. ومازال هذا التقليد سائداً في كاريليا الشرقية وإنغيريا وتمارسه أقلية الشعب البلطيقي الفينية.

### ألمانيا
يهدى الخبز والملح في مناسبات عديدة في ألمانيا:
- في حفلات الزفاف لدوام العشرة بين الزوجين.
- عند الانتقال لبيت جديد وتمني الرزق والخصوبة لقاطنيه.

في شمال ألمانيا وبوهيميا (جمهورية التشيك) يوضع الخبز والملح في حفاض المولود الجديد.

### الثقافة العربية
يوجد في الثقافة العربية مفهوم الخبز والملح أو العيش والملح ولكنه لا يستخدم في سياق الترحيب بل للتعبير عن العشرة بالأكل معاً، وهو دليل التقارب بين الآكلين. فتناول الخبز والملح مع صديق يعني أنً بينهما واجب أخلاقي يقتضي الامتنان والوفاء لتلك الصداقة. ويعبر عن هذا الموقف بعبارات عربية من قبيل بيننا عيش وملح أو بيننا خبز وملح وبينهما ملح وتأتي هذه العبارات في سياق الحديث عن العشرة.

### الثقافة اليهودية
ثمة تقاليد مماثلة أيضًا بين اليهود في الشتات وفي إسرائيل. فبعد مراسم كدوش، تغمس قطعة من الحلة بالملح وتؤكل. والحلة غذاء أساسي يؤكل في المناسبات الخاصة، كالأعياد وحفلات الزفاف، وكذلك كل يوم سبت. كما قدم الخبز والملح في الماضي للأشخاص الموقرين في مراسم الترحيب.

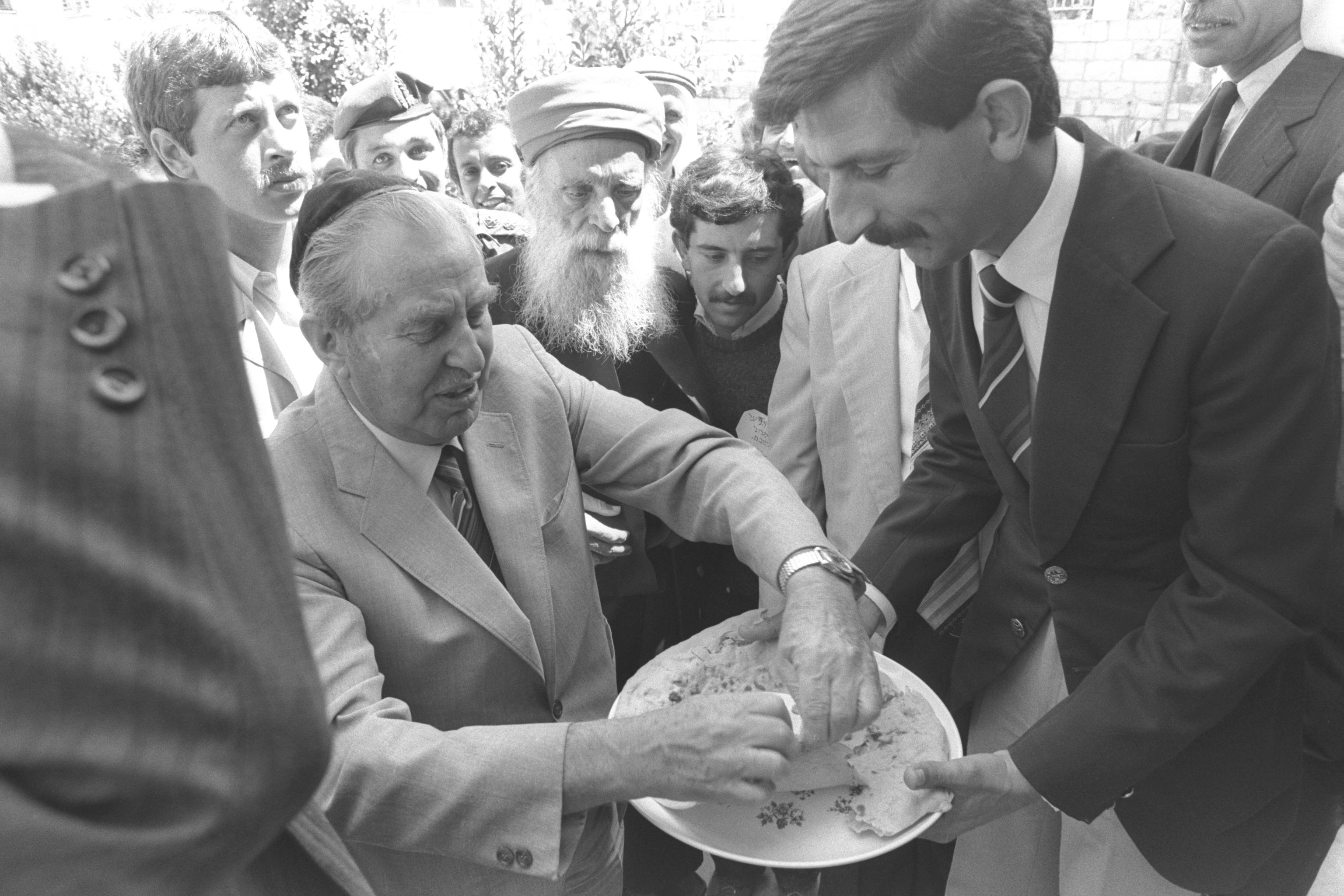
الرئيس الاسرائيلي حاييم هرتسوغ ترحب به الجماعة السامرية بالخبز والملح

### الثقافة الإيرانية
في الثقافة الإيرانية عندما يستقبل الضيف في المنزل، يقال أنهم قد أكلوا معه الخبز والملح، وهذا يفضي إلى وفاء الضيف لمضيفه.

### المملكة المتحدة
زفي شمال إنكلترا واسكتلندا يمارس هذا التقليد يوم رأس السنة، حيث تنص التقاليد أن يُطلب من أول شخص يدخل البيت بجلب الخبز والملح والفحم.

### في الفضاء
بقدوم برنامج الفضاء السوفيتي، انتشرت هذه العادة في الفضاء مع استخدام علب الخبز والملح الصغيرة التي تنتج هذه الأيام، فقد أُكلت رقائق الخبز والملح في مركبة الفضاء في مشروع أبولو_ سايوز التجريبي وبرنامج ساليوت. كما كان الخبز والملح ضيافة في محطة فضاء مير، وامتد هذا التقليد ليصل إلى محطة الفضاء الدولية. كما يتَبع تقليد الخبز والملح لاستقبال رواد الفضاء احتفالاً بعودتهم إلى الأرض.

## في القصص الخيالية
إن عادة تقديم الخبز والملح للضيوف قد تكررت الإشارة لها في سلسلة روايات أغنية الجليد والنار لكاتبها جورج ر . ر. مارتن، إذ لا تشير طقوس الترحيب لتقاليد هذا العالم الخيالي للضيافة فحسب، بل تتعدى ذلك باعتبارها ضماناً رسمياً لحق الضيف، وهو علاقة مقدسة من الثقة والكرامة تضمن عدم المساس بالضيف ومضيفه. وتبعاً للرواية، فخرق حق الضيف هو أحد أشد الجرائم الأخلاقية وأهانة تستوجب اللعن الشديد وما من عقوبة تزيد عليها سوى قتل الأقارب. وفي مسلسل صراع العروش المنسوب للسلسلة الروائية، تبرز ملامح ممارسة هذا التقليد في الموسم الثالث في الحلقة التاسعة بعنوان "أمطار كاستمير".
وفي الموسم الثاني، الحلقة الرابعة من مسلسل بيكي بلايندرز يقدم ألفاي سولومونز خبزاً وملحاً لتشارلز سابيني بعد رفعه للراية البيضاء وعرضه الهدنة.
ذكر روديارد كبلينغ الخبز والملح في العديد من آثاره. ففي رواية «تكوُر الشرق والغرب»، ذكر الخبز والملح المخمر لعقد قسم أخوة الدم. وفي مطلع رواية عفريت تلة بوك، يكسب العفريت ثقة أبطال الرواية الأطفال فيطلب منهم ذر الملح على طعامهم. «وهكذا تعرفون من أنا».
وفي رواية الكاتبة روزماري ساتكليف التاريخية «المنبوذ»، يدل الخبز والملح على الانتماء للقبيلة. «أنتم شعبي، شعبي أنا، تجمعنا النار التي نصطليها والخبز والملح»
وفي رواية الكونت دي مونت كريستو لكاتبها ألكسندر دوما، كان الفصل 72 من الرواية بعنوان «الحبز والملح». وفيه تحاول شخصية ميرسيدس التقرب للشخصية الرئيسة عبر إقناعه بتناول الفاكهة، وهي عادة عربية تنص على أن من يتقاسمون الطعام والشراب تحت سقف واحد هم أصدقاء للأبد.
وفي رواية الخيال العلمي للكاتبة د.ر. ميريل بعنوان «نزيلٌ غير متوقع»، يستقبل ألبلي قادة مركب تيرن بوجبة تقليدية تحكي الكثير عن ثقافتهم، بما فيها الخبز من اللغة الساخية (الياقوتية) ثم قدم أحد أفراد قادة تيرن مملحة بها ملح بحري، وهي دليل شهير عن الصداقة.
كما أعطي الخبز والملح هدية عند الانتقال لبيت جديد في أحد مشاهد فلم إنها حياة رائعة الذي صدر عام 1946م.